# 内维尔·舒特

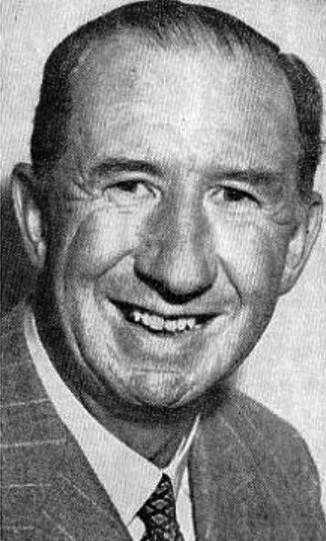
内维尔·舒特

内维尔·舒特（1899年1月17日 – 1960年1月12日）是一位英国小说家和航空航天工程工程師  ，他是小說世界就是這樣結束的的作者。後來内维尔·舒特移居澳大利亞。位於北領地愛麗斯泉的一個公共圖書館就是以内维尔·舒特的名字命名。